# 目黒川みんなのイルミネーション
目黒川みんなのイルミネーション（めぐろがわみんなのイルミネーション）は、毎年11月中旬から東京都品川区の目黒川（大崎・五反田エリア）で行われているイルミネーション・イベント。

## 概要
2010年12月3日、「みんなで街への愛着と誇りを育んでいきたい」という想いから始まった、街の景観資源を生かした冬の風物詩としてメイン会場である五反田ふれあい水辺広場を中心に、川沿いの桜並木をオリジナルの桜色LEDで装飾。「冬の桜®」の通称で親しまれている。
2011年の東日本大震災発生直後当時のTwitterで「東北から出張で東京に来たが、街がキラキラしていて悲しい」という内容の書き込みがあり、投稿者が住むエリアでは、子供の通学路がデコボコしているにもかかわらず、まだ街灯すら復旧していない状態の中で、東京にはイルミネーションが灯り、カップルたちが写真を撮っている姿を見て、震災が他人事のように思えてとても悲しかったという。このような悲しい思いが生まれてはいけない、自分たちでも何かできることはないだろうか、との想いで始めたのが「エネルギーを100%地産地消する」というイベントモデルで、イルミネーションに使われているのは、廃食油を資源としたバイオディーゼル燃料による自家発電である。
2016年からは品川区の主催エリアが設けられ、開始当初のスタート地点だった小関歩道橋から居木橋まで延長。全長が2.2kmになった。
開催期間は2015年までは12月25日（クリスマス）までだったが、2016年から2018年までは翌年1月の第2月曜日（成人の日）まで延長。点灯式には2015年は大崎一番太郎とめぐろン（目黒区非公認キャラクター）、2017年と2018年はサンリオキャラクターで、「しながわ観光大使」のシナモロールがそれぞれ参加した。
2019年は開催10回目を記念して、品川区立御殿山小学校金管バンドクラブ、品川区立日野学園ブラスバンド部、品川区邦楽連盟、大井権現太鼓保存会、『冬の桜トリオ（ヴァイオリン:石崎諒子、ピアノ:板垣妙織、チェロ:林はるか）』が出演し、『冬の桜®ブルームコンサート』を開催した（期間は11月8日から翌年1月5日まで。初日の点灯式は「冬の桜トリオ」の演奏開始前に行った）。
2020年は新型コロナウイルスの感染リスク回避の観点から、地域住民、来場者の健康、安全面を第一に考え、オンラインで開催（期間は12月1日から12月24日（クリスマス・イブ）まで）。
2021年はコロナ禍の状況により、例年より1カ月後ろ倒しして2年ぶりに開催された（期間は12月10日から翌年2月6日まで。ただし、開催初日は点灯式などのイベントやキッチンカーの出店は行われなかった）。
2022年は2019年以来となる11月から翌年1月にかけて開催され（開催期間は11月11日から翌年1月8日まで）、開催初日は品川区立御殿山小学校金管バンドクラブ、品川区立日野学園吹奏楽部（同学園のダンス部も出演）、二胡奏者のウェイウェイ・ウー、Den3（田辺頌山〈尺八〉・木田敦子〈箏〉・丸田美紀<17弦筝>）の4組による『冬の桜®水辺のある音楽会』を開催。3年ぶりに点灯式が開催され（ハタチの龍馬と大崎一番太郎が出席）、キッチンカーの出店も復活した（期間は11月11日から12月25日まで）。
2023年は前年同様11月から翌年1月までの開催となり（期間は11月10日から翌年1月8日まで）、開催初日は前年に続き、品川区立御殿山小学校金管バンドクラブの演奏と、森澤恭子品川区長、ハタチの龍馬と大崎一番太郎が出席して点灯式に花を添えた。この年は2018年開催分以来5年ぶりに成人の日まで開催された。
2024年も11月から翌年1月までの開催となり（期間は11月15日から翌年1月13日まで。成人の日までの開催は前年に続いてとなる）、開催初日は前年に続き、森澤区長、ハタチの龍馬、大崎一番太郎が点灯式に出席。点灯式終了後にはしながわ学院エンタ部のダンスパフォーマンスが行われた。
点灯時間は17:00 - 22:00。

## ルート
- 居木橋 - 小関歩道橋（大崎駅・ゲートシティ大崎・大崎ニューシティ・大崎ブライトタワー） - 御成橋（オーバルコート大崎） - 山本橋（東京サザンガーデン・IMAGICA Lab.[注 7]） - 五反田ふれあい水辺広場（大崎光の滝公園） - ふれあいK字橋[注 8] - 大崎橋（大崎橋広場<五反田リバーステーション[注 9]>・リバーライトビル[注 10]<五反田ヒルズ、ホテルロイヤルオーク五反田>・東急池上線・五反田駅前<池上線五反田高架下>・五反田東急スクエア）（全長2.2㎞）

※カッコ内は近隣にある商業施設及びビル。太字はメイン会場。

## キャッチコピー
- 2017年 - 2019年 「今年も咲いたね、冬の桜」[注 11]
- 2021年 「笑顔の花を咲かせよう」
- 2022年 「咲いた、咲いた、冬の桜」
- 2023年 、2024年「みんなと、きらきら。みんなの、きらきら。」

## スポンサー
☆は2023年から、○は2024年から加入。
- 三井不動産
- パークシティ大崎
- 三井不動産レジデンシャル☆
- 北品川五丁目第1地区市街地再開発組合
- 一般社団法人大崎・五反田タウンマネージメント
- 大崎駅周辺まち運営協議会
- ゲートシティ大崎
- 一般社団法人大崎エリアマネージメント（大崎駅西口バスターミナル）
- 東急電鉄（2019年9月1日までは東京急行電鉄[注 12]）
- 東急不動産☆
- 東京サザンガーデン
- NIPPO
- アートヴィレッジ大崎
- 愛知産業
- アサヤマ
- 大崎センタービル
- 大崎電気工業
- 大崎ニューシティ
- コベルコ建機
- 高砂熱学工業
- 東洋クラッチ
- 中央日本土地建物グループ
- 大崎ブライトタワー（オリーブテラス）
- ダイキアクシスサスティナブル・パワー☆
- 竹中工務店☆
- 相互住宅○
- サンリオ○
- 日本石油運送○
- ナブテスコサービス○
- 関東日本フード○
- 東五反田スクエア○

過去
- モスバーガー（モスフードサービス）（2022年まで）
- 日立システムズ（2022年まで）
- フォーカスシステムズ（2022年まで）
- IMAGICA GROUP（2022年まで）

## ロケーションに使用および取り上げたテレビ番組
- ゆうがたサテライト（テレビ東京、2017年11月13日放送）
- じもトリップ「もっと、しながわを楽しもう!」（ケーブルテレビ品川、2017年12月放送[注 13]）
- 痛快TV スカッとジャパン『胸キュンスカッと・食欲の秋とクリスマス』（フジテレビ、2018年12月17日放送[注 14]）
- しながわEYE（ケーブルテレビ品川）
  - 2021年12月18日 - 12月24日放送[注 15]
  - 2022年12月3日 - 12月9日放送[注 16]
- しあわせのたね。（テレビ朝日、2022年2月1日未明<1月31日深夜>放送[注 17]）